# Maximilian Hofmann (Politiker)
Maximilian Hofmann (* 11. Mai 1954 in Vöcklabruck) ist ein ehemaliger österreichischer Politiker (FPÖ). Hofmann war zwischen 1994 und 2006 Abgeordneter zum Österreichischen Nationalrat.

## Ausbildung und Beruf
Hofmann besuchte die Volksschule und das Bundesgymnasium in Vöcklabruck und wechselte danach an die Höhere technische Bundeslehranstalt Pinkafeld. Danach studierte Hofmann Energie- und Verfahrenstechnik an der Technischen Universität Berlin und erwarb den akademischen Grad Dipl.-Ing. Seit seinem Studium ist Hofmann Mitglied des Studentenverbindung VDSt Berlin-Charlottenburg. Zwischen 1973 und 1974 leistete Hofmann seinen Präsenzdienst ab.
Hofmann war in in- und ausländischen Unternehmen auf dem Gebiet der technischen Gebäudeausrüstung tätig. Er führte als geschäftsführender Gesellschafter das Handelsunternehmen Hofmann KG und machte sich 1984 mit seinem eigenen Planungsbüro für technische Gebäudeausrüstung selbständig.

## Politik
Maximilian Hofmann war zwischen 1991 und 1997 Gemeinderat in Vöcklabruck und zwischen 1996 und 2004 Bezirksparteiobmann-Stellvertreter der FPÖ Vöcklabruck. 2004 wurde er zum Bezirksparteiobmann gewählt. Zudem war Hofmann zwischen 1998 und 2004 Bundesobmann des Ringes Freiheitlicher Wirtschaftstreibender und von 2000 bis 2002 Bundessektionsobmann-Stellvertreter des Gewerbes in der Wirtschaftskammer Österreich. 2002 wurde er Bundessparteiobmann-Stellvertreter im Bereich Information und Consulting.
Hofmann vertrat ab 7. November 1994 die FPÖ im Nationalrat. Er war Obfraustellvertreter im Ausschuss für Petitionen und Bürgerinitiativen und Obmannstellvertreter im Wirtschaftsausschuss. Im Zuge der Parteispaltung der FPÖ kündigte Hofmann zunächst an, Mitglied der FPÖ zu bleiben. Er trat jedoch im März 2006 aus der FPÖ aus. Hofmann schied am 29. Oktober 2006 aus dem Nationalrat aus.

## Auszeichnungen
- 2004: Großes Goldenes Ehrenzeichen für Verdienste um die Republik Österreich[4]
- Wehrdiensterinnerungsmedaille
- Goldenes Ehrenzeichen des Landes Oberösterreich[5]